# Pseudometagea hirsuta
Pseudometagea hirsuta är en stekelart som beskrevs av John M. Heraty 1985. Pseudometagea hirsuta ingår i släktet Pseudometagea och familjen Eucharitidae. Inga underarter finns listade i Catalogue of Life.